# 존 위클리프

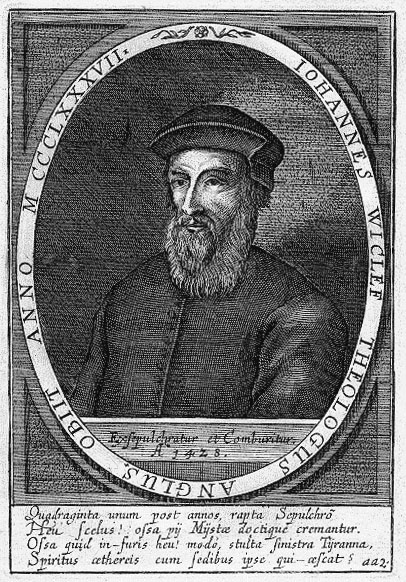
존 위클리프

존 위클리프(John Wycliffe, 1320년경, 노스요크셔주 힙스웰 ~ 1384년)는 영국의 기독교 신학자이며 종교개혁가이다. 옥스퍼드 대학을 졸업하였으며, 1374년 교황이 납세 문제로 영국왕 에드워드 3세를 불러들였을 때 위클리프도 사절단으로 따라갔다.
그 후 교구장이 되어 로마 교황청의 부패를 탄핵하기 시작하였다. 교황 그레고리우스 11세로부터 이단이라는 비난을 받았으나, 계속해서 교황의 권력과 교황중심의 서방교회 교리에 공격을 가하였다. 후에 종교 개혁 운동의 여러 원리는 모두 그의 교설 가운데서 싹텄다고 여겨지기도 하며 위클리프의 교설은 롤라드 즉 그를 따르는 사람들에 의해 각지에 퍼졌다. 민중에게 복음의 진리를 전하기 위해 라틴어로 된 성서를 영어로 번역하여 마침내 1382년에 완성하였다. 순교자 윌리암 틴데일이 그리스어와 히브리어 성경을 최초의 영어 성경으로 번역하는 일을 하도록 큰 영향을 주었다. 화체설을 반대하고(transubstantiation), 수도원제도를 비판하고 교황의 권위를 반대하였다. 얀 후스에게 큰 영향을 주었다.

## 영어 성경 번역
위클리프의 가장 큰 업적은 라틴어로 쓰여져 있던 성경을 영어로 번역한 것이다. 14세기에는 교황의 명령에 따라 성경 번역이 서방교회 법률로 엄격히 금지되어 있어 소수의 사제들만의 전유물이었다. 본래 불가타 라틴어 성경 번역본은 원본인 헬라어 성경의 번역본으로 서방교회 라틴어 사용자를 위한 신도 대중을 위한 번역본이었다. 이 라틴어 성경은 서방교회의 제도와 예식의 근간이 되었고, 서방교회의 사상과 교회법의 근거가 되었다. 그러나 라틴어가 이미 고어가 된 11세기 교회 대분열 이후에는 신도 대중이 성경을 알지 못하도록 하는 일종의 정보 제한 역할을 하였다.
위클리프가 내건 유명한 구호 가운데 하나인 '국민의, 국민에 의한, 국민을 위한 정부'는 사람들이 성경에 다가갈 수 있도록 만든 것이 근본적으로 민주주의를 이룩하는 결과를 가져왔음을 확인해 준다. 위클리프는 성경이 '국민의, 국민에 의한, 국민을 위한 정부'를 만들어낼 것이라고 주장했는데, 미국의 16대 대통령 링컨은 이말을 사용하여 게티스버그에서 연설을 하였다. 위클리프의 영어 성경은 히브리어 및 희랍어 원문보다 이 원문을 라틴어로 번역한 불가타를 기초로 삼았다.

## 사후
그가 죽은후 31년이 지난 1415년, 독일의 보덴호수에서 개최된 콘스탄츠 공의회에서 그는 이단으로 판결하고 그의 저작을 불태우고 그의 무덤을 파헤칠 것을 결정한다. 그의 죄는 라틴어 불가타 성경을 영어로 번역한 것이었다. 교황 마르티노 5세는 위클리프가 죽은지 44년이 지난 1428년 그에 대한 형을 집행하도록 명령했다. 마르티누스는 콘스탄츠 공의회에서 만장일치로 선출된 교황이었다. 새로운 교황의 명에 따라 부관참시와 함께 그의 뼈를 태운 후 남은 재를 에이번(Avon) 강의 지류인 스위프트(Swift) 강에 쏟아부었다. 에이번강은 세번강(River Severn)의 지류이다. 개신교인들은 존 위클리프를 긍정적으로 평가하고 있다. 그의 이름을 딴 곳으로 옥스퍼드 대학교의 연구소인 위클리프 홀(영문)과 세계 성경번역 선교회가 있다.

## 같이 보기
- 얀 후스

## 참고 자료
- 김호욱, 위클리프의 기도,『영적거장들의 기도』, 편집 안명준, 홀리북클럽, 2021,

- 이 문서에는 다음커뮤니케이션(현 카카오)에서 GFDL 또는 CC-SA 라이선스로 배포한 글로벌 세계대백과사전의 내용을 기초로 작성된 글이 포함되어 있습니다.